# 阿爾斯通Movia R151型電力動車組
阿爾斯通（龐巴迪）Movia R151型電力動車組（英語：Alstom Movia R151）將會是新加坡地鐵（MRT）系統中既有南北、東西二線之第七代電聯車，由長春阿爾斯通鐵路車輛（由阿爾斯通〔原龐巴迪運輸〕及中車長客組成之合資企業，前稱「長春龐巴迪鐵路車輛」）依據R151合約而建造，屬該公司Movia列車系列的一部份。該批新列車將全數取代經已服務至少20年的C151、C651及C751B列車，亦為南北線及東西線核心系統升級及更新計畫的一部份。首列列車2023年6月正式於東西線上投入服務。
106列6節高運載力的列車（包含636個列車車廂）將於2022年起陸續運抵，並於2023年開始投入服務。列車設計於德國進行，並與阿爾斯通的新加坡團隊緊密合作。該批列車將在阿爾斯通位於中國長春的工廠製造。
雖然阿爾斯通於2020年2月同意收購龐巴迪的鐵路業務，但R151型列車的規格會否有任何改動，尚為未知之數。

## 概述
2016年10月，陆路交通管理局（LTA）宣佈更換南北線及東西線第一代鐵路車輛的計畫，以作為該兩條鐵路線更新資產方案的一部分。陸路交通管理局於2018年7月，將更換第一代列車的合約批出予龐巴迪運輸，當中包括66列新列車的供應、保養及技術支援。
2019年4月1日，龐巴迪運輸與陸路交通管理局在後者位於漢普郡路（Hampshire Road）辦公室的SG Mobility Gallery推出了一個CR151列車的內部模型，並向公眾展示。
2020年9月，陸路交通管理局以3億3780萬新加坡元增購40列R151列車，以替換全數19列第二代C651列車，以及全數21列第三代C751B列車，有關列車已經投入服務逾20年。這批增購的列車，連同於2018年訂購的一批，全數由龐巴迪於長春組裝。
首兩列新列車於2022年2月21日運抵新加坡，而其餘列車亦將分批運抵。該批列車其後將會進行測試和試運行（testing and commissioning）工作，並於2023年6月4日起正式投入服務。

## 投標
R151合約下的列車投標程序於2017年9月4日結束，合共收到5份標書。陆路交通管理局將所有標書列入候選名單，並已公佈有關結果。
| 序號 | 投標者名稱 | 金額（新加坡元） | 選項9（長期服務支援）                                       |
| ---- | --- | ---------------- | ----------------------------------------------------------- |
| 1    | 阿爾斯通交通股份公司／阿爾斯通交通（新加坡）私人有限公司                                                                  | 682,696,431.00   | 626,697,233.00新加坡元                                      |
| 2    | 龐巴迪（新加坡）私人有限公司                                                                                              | 827,075,921.00   | 269,652,420.94新加坡元＋75,135,673.16歐元＋2,670,699.27英鎊 |
| 3    | 鐵路建設和協助股份公司 | 867,275,662.00   | 307,320,742新加坡元                                         |
| 4    | 現代Rotem株式會社 | 696,960,000.00   | 517,973,000.00新加坡元                                      |
| 5    | 川崎重工業株式會社／川崎重工業（新加坡）私人有限公司 & 中车青岛四方机车车辆財團／中車青島四方鐵路車輛服務私人有限公司財團 | 941,906,324.00   | 1,111,653,342新加坡元                                       |

## 列車編組

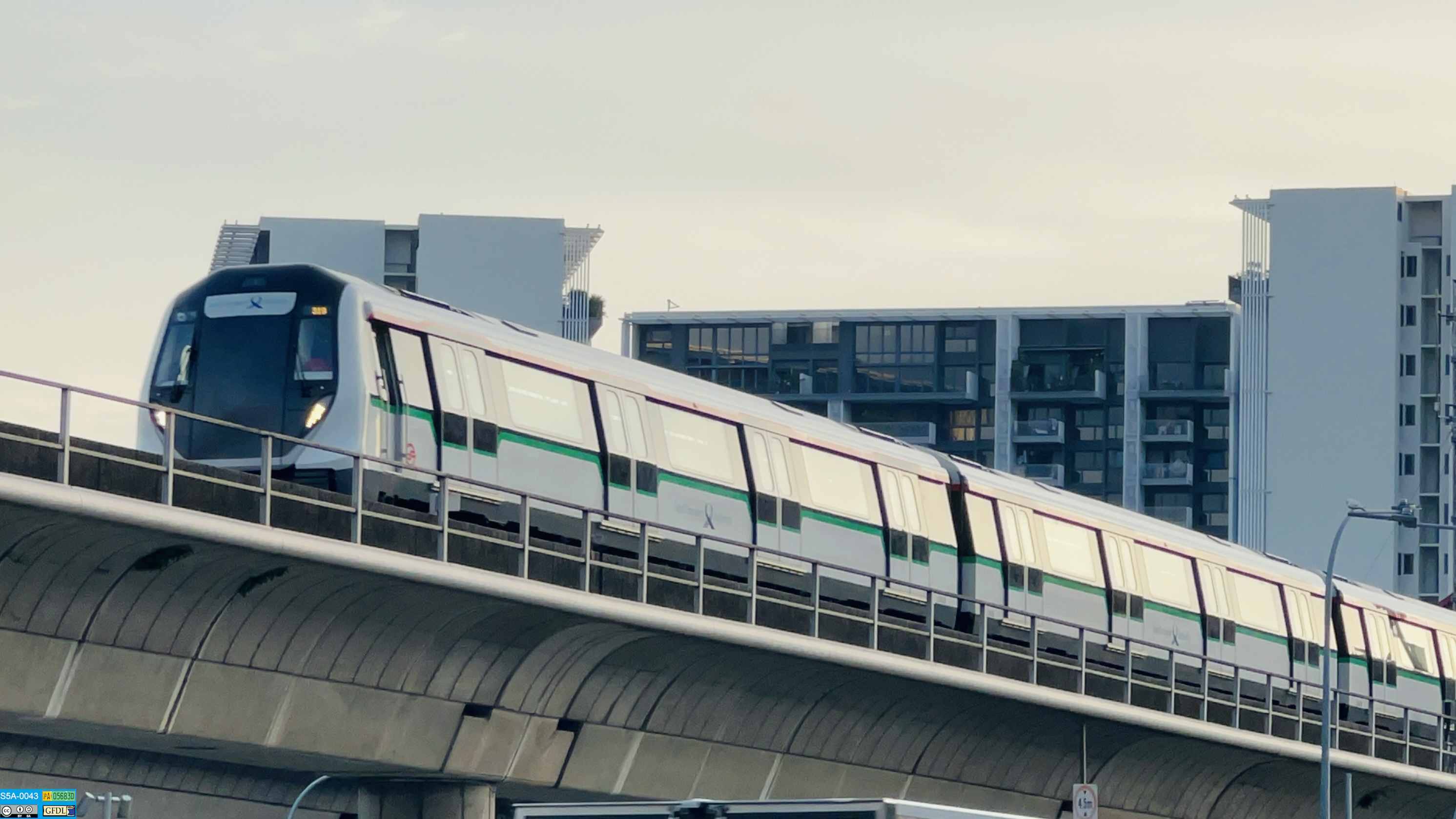
一辆刚从湖畔站出发的R151编组

用於運營的R151型列車，其編組方式為DT-M1-M2-M2-M1-DT。
| CR151列車車卡組合註解 | CR151列車車卡組合註解 | CR151列車車卡組合註解 | CR151列車車卡組合註解 | CR151列車車卡組合註解 | CR151列車車卡組合註解 | CR151列車車卡組合註解 |
| 車種                  | 駕駛室                | 馬達                  | 集電靴                | 長度                  | 長度                  | 輪椅停放區            |
| 車種                  | 駕駛室                | 馬達                  | 集電靴                | 米                    | 英制單位              | 輪椅停放區            |
| --------------------- | --------------------- | --------------------- | --------------------- | --------------------- | --------------------- | --------------------- |
| DT                    | ✓                     | ✗                     | ✓                     | 23.83                 | 78英尺2.2英寸         | ✗                     |
| M1                    | ✗                     | ✓                     | ✓                     | 22.8                  | 74英尺9.6英寸         | ✗                     |
| M2                    | ✗                     | ✓                     | ✓                     | 22.8                  | 74英尺9.6英寸         | ✓                     |

## 設計與特色
該批列車將採用一種以黑、白二色為背景色，並於車身飾有綠、紅二色條帶的新塗裝，與C151C相似。該批列車亦包含多項獨有特色，例如用以事先檢查故障的條件監察傳感器（condition monitoring sensors）及分析系統，以及一套檢查列車是否適合用以載客的車載自我測試系統。此外，四列列車將裝設一套由鏡頭、雷射和傳感器所組成的自動軌道監察系統，以監察軌道缺陷。
此外，列車車門附近將會設有較寬闊的空間，以方便乘客上落車，亦設有可摺叠式座位（tip-up seats），在不減少座位數目的情況下供使用嬰兒車的家長、輪椅使用者，以及攜帶個人代步工具或可摺叠單車的乘客使用。
該批列車亦將會是第二款於製造過程中採用陸路交通管理局新款乘客資訊顯示屏（與CT251列車相似）的列車。該款顯示屏為一塊單一而細長的液晶顯示器，用以顯示乘客資訊（travel information），如列車將停靠的車站、關門警示及車站附近景點。
後來翻新的阿爾斯通C751A和後改裝的阿爾斯通C951亦使用新型乘客資訊顯示屏。